# 如意坊隧道
如意坊隧道（原规划为“如意坊大桥”），是广州市荔湾区一条即将建设的过江隧道，将穿越珠江，连接东岸内环路预留匝道和西岸芳村大道，以缓解珠江隧道通往芳村的交通压力。于2018年7月18日动工，预计于2025年建成。

## 历史

### 前期
如意坊隧道原规划为过江桥梁，1996年时为内环路放射线的一部分就已规划，由于征地等原因导致规划被长期搁置。内环路预留匝道长期荒置，从荔湾到芳村的交通压力日益加重，然而该规划多次被提及但最终又不了了之，包括在2006年广州市两会上，有人大代表质问早已立项的如意坊大桥为何迟迟未能动工，建委相关领导给出“五年内开建”的答复；2008年4月广州媒体曾就如意坊大桥勘察设计招标的情况进行报道。2011年，荔湾区发布方案表示将募资25亿元修建如意坊隧道以取代如意坊大桥，后仍无动工迹象。
2015年12月29日，《羊城晚报》记者发现该规划修改申请已于当日由广州市中心区交通项目领导小组办公室提交至广州市国土资源和规划委员会业务受理栏目，并于次日开始该工程招标，确定将建设过江隧道，次年3月24日发布首份环评公示。
在第一次环评公示后，其附近的睿薇御景花园小区居民反对该项目，认为如果建成，小区将被包括内环路主干道、隧道主匝道及辅助匝道在内的高架桥包围，认为睿薇御景花园的建设规划略早于改建隧道的建设规划通过，没考虑到交通噪音对居民的影响；而且该规划搁置多年，没考虑城市规划变化。同时提出建设该项目可能加剧拥堵，认为应该将规划北移并保持建设大桥来连接坦尾。而项目组认为该项目仍然有解决当地的交通问题；且因建设大桥需规划较高的高度以满足珠江通航需要，则需更长匝道连接地面；亦考虑到景观等因素，故才修改为隧道。项目组及规划部门表示在环评通过前欢迎社会各方提出意见以回复。

## 建设规格
该规划北起内环路如意坊立交，南至芳村大道，全长约2.4公里，含如意坊立交和芳村大道立交两个节点以及珠江过江隧道。定位为城市主干道，双向6车道，立交匝道1~2车道设计，桥梁隧道为双向4车道辅道。从内环路预留匝道口通过环形匝道降低标高，通过珠江新风港位置以隧道下穿珠江，从芳村塞坝涌口附近位置重新上岸。然后以地面道路及左转匝道的形式同芳村大道连接。预计拆迁与建设费用高达20亿元。由于与地铁11号线建设项目较近并且都需下穿珠江，为确保安全，会同时开工。二期规划还将延长与广珠西线相交。
为提升黄沙隧道入口的环境品质，隧道环形匝道上方将加建滨江公园。隧道在芳村出口至二期广珠西线相连的放射线道路，计划命名为“如意大道”。

## 影响
在第一次环评公示后，其附近的睿薇御景花园小区居民反对该项目，认为如果建成，小区将被整个道路系统——包括内环路主干道、隧道主匝道及辅助匝道——包围，认为睿薇御景花园的建设规划略早于改建隧道的建设规划通过，没考虑到交通噪音对居民的影响；而且该规划早就沉睡多年，没考虑城市规划变化，并提出应该将规划北移并保持建设大桥来连接坦尾。而项目组认为该项目仍然有解决当地的交通问题；并且受通航需要，大桥需建设较高的高度，并需要较长的匝道，为了景观等因素，所以才修改为隧道。项目组及规划部门表示在环评通过前欢迎社会各方、市民提出意见以回覆。